# Groplöja
Groplöja (Leucaspius delineatus) art i familjen karpfiskar som liknar mörten. 
Groplöjan är den minsta sötvattensfisk som förekommer i Sverige, den blir blott ca 6 cm här. I andra områden kan den bli upp till 10 cm.
För att försöka rädda arten i Sverige håller ett åtgärdsprogram på att tas fram av Fiskeriverket.

## Utbredning
Groplöjan är en sötvattensfisk som förekommer från Öst-, Centraleuropa och Västasien upp till Nordeuropa. Den förekommer inte i England, södra Frankrike, Italien eller på pyreneeiska halvön. Gropläjan föredrar stillastående eller svagt strömmande mindre vattensamlingar.
Den är en stimbildande fisk som lever i ytvatten ner till en meters djup. 